# Odozana methaemata
Odozana methaemata är en fjärilsart som beskrevs av George Francis Hampson 1900. Odozana methaemata ingår i släktet Odozana och familjen björnspinnare. Inga underarter finns listade i Catalogue of Life.